# WWE United States Championship
WWE United States Championship (em português: Campeonato dos Estados Unidos da WWE) é um campeonato de luta profissional promovido pela promoção americana WWE, atualmente defendido na divisão de marca SmackDown. É um dos dois campeonatos secundários da WWE, juntamente com o Campeonato Intercontinental no SmackDown. O atual campeão é Solo Sikoa, que está em seu primeiro reinado.
O campeonato foi estabelecido em 1 de janeiro de 1975, como a versão do Campeonato de Pesos Pesados dos Estados Unidos da NWA que foi defendido na Jim Crockett Promotions, e mais tarde assumido pela World Championship Wrestling (WCW), que acabou se separando da National Wrestling Alliance (NWA). Harley Race foi o campeão inaugural. Depois que a WCW foi comprada pela então World Wrestling Federation (WWF) em 2001, o então Campeonato dos Estados Unidos da WCW foi defendido na WWF até ser unificado com o Campeonato Intercontinental no Survivor Series daquele ano. Após a extensão da marca em 2002 e a promoção ser renomeada para WWE, o campeonato foi reativado como Campeonato dos Estados Unidos da WWE em julho de 2003 como um título secundário da marca SmackDown. O Campeonato dos Estados Unidos mudou de marca ao longo dos anos, geralmente como resultado do WWE Draft; no Superstar Shake-up de 2019 mudou o título para o Raw. Em 2023 durante o Draft, o título retornou novamente para o SmackDown.
Dos campeonatos atualmente ativos da WWE, o Campeonato dos Estados Unidos é o único que não foi originado na promoção. É o segundo título ativo mais antigo da empresa, atrás do Campeonato da WWE (1963), mas o terceiro título mais antigo, atrás do WWE e do Intercontinenta (1979), já que a WWE possui apenas o Campeonato dos Estados Unidos desde 2001.

## História

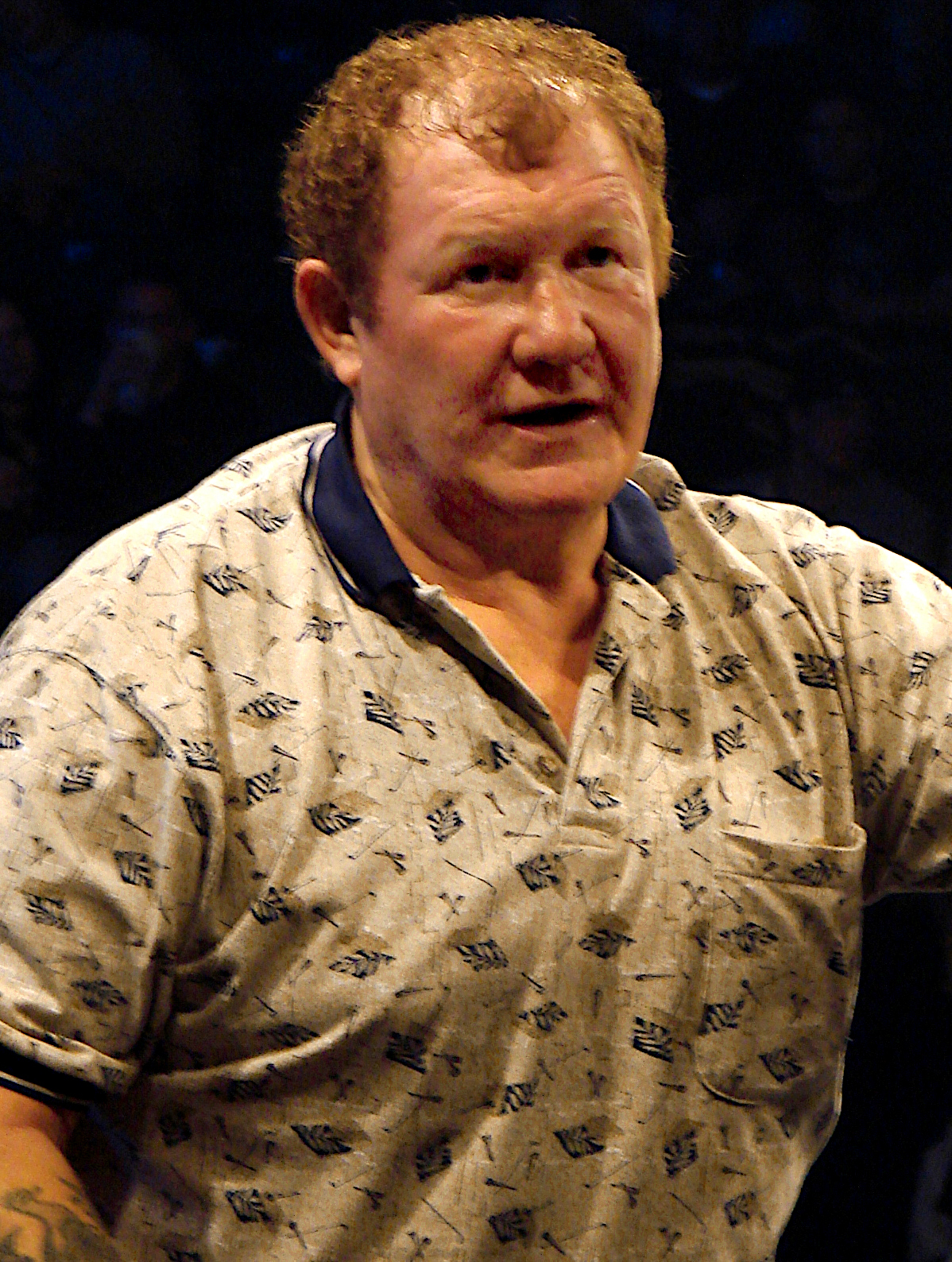
Harley Race, a campeão inaugural.

O Campeonato dos Estados Unidos começou como um campeonato regional chamado Campeonato dos Pesos Pesados dos Estados Unidos da NWA, uma das várias versões do título permitidas em diferentes territórios sob os estatutos da National Wrestling Alliance (NWA). Foi criado e defendido no Mid-Atlantic Championship Wrestling (MACW) dirigido por Jim Crockett Jr. Introduzido em 1º de janeiro de 1975, Harley Race se tornou o campeão inaugural. O título rapidamente substituiu o Campeonato Meio-Atlântico dos Pesos Pesados da NWA como o principal título individual na promoção. Enquanto a NWA reconheceu apenas um Campeão Mundial de Pesos Pesados, não houve um único Campeão dos Estados Unidos indiscutível, já que várias promoções regionais da NWA reconheceram sua própria versão do título e campeão. Isso mudou, no entanto, em janeiro de 1981; O território da NWA Big Time Wrestling, com sede em São Francisco, que foi a última promoção restante fora do território do Meio-Atlântico que reconheceu seu próprio Campeão dos Estados Unidos, cessou as operações nessa época, deixando a versão do Meio-Atlântico como o único Campeonato dos Estados Unidos restante.
O título permaneceu o campeonato principal dentro do território Mid-Atlantic até 1986, quando Crockett ganhou o controle do Campeonato Mundial dos Pesos Pesados da NWA. O título dos Estados Unidos tornou-se então o campeonato secundário da promoção. Depois que Ted Turner comprou a empresa e a renomeou como World Championship Wrestling (WCW) em novembro de 1988, o título continuou a ser usado e reconhecido como secundário ao Campeonato Mundial. WCW começou a se afastar da NWA, demonstrado pela empresa mudando o nome do título para Campeonato dos Pesos Pesados dos Estados Unidos da WCW em janeiro de 1991.
Em 6 de abril de 1991, episódio do World Championship Wrestling, Nikita Koloff destruiu o clássico cinturão do Campeonato dos Pesos Pesados dos Estados Unidos dos anos 1980 durante uma briga pós-luta com Lex Luger, que estava em seu quarto reinado como campeão. Koloff, que afirmava ser o verdadeiro campeão, deixou Luger inconsciente ao golpeá-lo com o cinturão do título e, em seguida, esmagou repetidamente o cinturão do campeonato em um poste. Luger apareceria sem um cinturão de campeonato físico e mais tarde se tornou o primeiro a usar um cinturão recém-projetado, que foi usado até o fechamento da WCW em março de 2001, depois de ser comprado pela promoção rival, a então World Wrestling Federation (WWF). Em 2000, Lance Storm ganhou o título e o renomeou não oficialmente como o Campeonato Canadense dos Pesos Pesados, completo com grandes adesivos de bandeira canadense que cobriam as placas do cinturão.
Quando a WWF comprou a WCW, eles usaram o título dos Estados Unidos durante o enredo da invasão da WWF. O título foi desativado após ser unificado com o então Campeonato Intercontinental da WWF no Survivor Series daquele ano, quando o Campeão dos Estados Unidos Edge derrotou o Campeão Intercontinental Test, tornando-se o novo Campeão Intercontinental. Em julho de 2003, um ano após a primeira extensão da marca entrar em vigor na promoção renomeada para World Wrestling Entertainment (WWE), o título foi reativado como Campeonato dos Estados Unidos da WWE pela então Gerente Geral do SmackDown! Stephanie McMahon e com um design completamente novo. Foi encomendado para ser um campeonato secundário para o SmackDown!, tornando o campeonato o único da WCW a ser reativado como um título da WWE (embora o Campeonato Cruiserweight da WCW também tenha se tornado um título da WWE, ele não foi desativado e reativado; substituiu o Campeonato Meio Pesado da WWF durante o enredo da Invasion). Eddie Guerrero se tornou o primeiro campeão após sua reativação ao vencer um torneio no Vengeance daquele ano, derrotando Chris Benoit na luta final. Isso foi feito logo após o Campeonato Intercontinental ter sido re-comissionado pela marca Raw, tornando o título seu equivalente. A primeira extensão de marca terminou em 29 de agosto de 2011, permitindo que o Campeonato dos Estados Unidos, assim como todos os outros títulos, fossem defendidos no Raw e no SmackDown. Em agosto de 2014, o cinturão do Campeonato dos Estados Unidos, juntamente com todos os outros cinturões de campeonato preexistentes na WWE na época, recebeu uma pequena atualização, substituindo o antigo logotipo do zero pelo logotipo atual da WWE que foi originalmente usado para a WWE Network. Além da atualização do logotipo, o título dos EUA manteve o mesmo design de 2003 até que um design completamente novo foi revelado no episódio do Raw de 6 de julho de 2020.
Em 2015, a WWE introduziu uma versão atualizada de seu Grand Slam, e o Campeonato dos Estados Unidos tornou-se oficialmente reconhecido como um componente da honra restabelecida. Em agosto, no SummerSlam daquele ano, o Campeão dos Estados Unidos John Cena enfrentou o Campeão Mundial dos Pesos Pesados da WWE Seth Rollins em uma luta Winner Takes All, que Rollins acabou vencendo para se tornar o primeiro lutador a deter o Campeonato Mundial dos Pesos Pesados da WWE e o Campeonato dos Estados Unidos simultaneamente. Rollins manteve os dois títulos até Cena derrotar Rollins em sua revanche pelo título no Night of Champions no mês seguinte.
Em julho de 2016, a WWE reintroduziu a extensão da marca; durante o draft, o Campeão dos Estados Unidos Rusev foi convocado para o Raw. Dias depois, ele defendeu com sucesso o título contra o draftado do SmackDown Zack Ryder no Battleground, mantendo o título exclusivo do Raw. Em 11 de abril de 2017, o Campeão dos Estados Unidos Kevin Owens, junto com o título, mudou-se para o SmackDown como resultado do Superstar Shake-up daquele ano. Owens já estava programado para defender o título contra Chris Jericho no pay-per-view Payback, exclusivo do Raw, em 30 de abril. O então Gerente Geral do SmackDown, Daniel Bryan, declarou que, independentemente de quem vencesse no Payback, o Campeonato dos Estados Unidos permaneceria no SmackDown; Jericho derrotou Owens pelo título no Payback e se transferiu para o SmackDown. Durante o Superstar Shake-up de 2018, o título retornou brevemente ao Raw quando o campeão Jinder Mahal foi convocado para a marca. No entanto, foi imediatamente devolvido ao SmackDown depois que Jeff Hardy derrotou Mahal pelo título e foi draftado para o SmackDown na noite seguinte. O título voltou definitivamente ao Raw em 2019, quando o atual campeão Samoa Joe foi convocado para a marca durante o Superstar Shake-up daquele ano.
No episódio do Raw de 6 de julho de 2020, após 17 anos desde a reativação do título, MVP introduziu um design completamente novo para o Campeonato dos Estados Unidos. O cinturão agora apresenta apenas três placas. A placa central é um heptágono invertido. A parte superior da placa central apresenta o logotipo da WWE ladeado por estrelas brancas em um fundo dourado. Abaixo disso, "UNITED STATES" está escrito em vermelho, com "CHAMPION" escrito proeminentemente abaixo em azul; oito estrelas dividem os dois. Abaixo da palavra campeão está uma águia com as asas espalhadas pelo prato, com as listras vermelhas e brancas da bandeira americana embaixo das asas. Alinhado com a maioria dos outros cinturões de campeonato da WWE, o cinturão possui duas placas laterais com uma seção central removível que pode ser personalizada com os logotipos do campeão; as placas laterais padrão consistem no logotipo da WWE sobre um globo.

### Histórico de designação de marca
Após o renascimento do Campeonato dos Estados Unidos em 2003, o título foi designado para o SmackDown. A extensão da marca foi descontinuada em 29 de agosto de 2011, mas foi revivida em 19 de julho de 2016. A lista a seguir indica as transições do Campeonato dos Estados Unidos entre as marcas Raw, SmackDown e ECW.
| Data de transição    | Marca      | Notas |
| -------------------- | ---------- | --- |
| 27 de julho de 2003  | SmackDown! | O antigo Campeonato dos Estados Unidos da WCW foi reativado como o Campeonato dos Estados Unidos da WWE para ser o título secundário do SmackDown! e contrapartida do Campeonato Intercontinental do Raw.                          |
| 23 de junho de 2008  | ECW        | O Campeão dos Estados Unidos Matt Hardy foi draftado para a ECW durante o WWE Draft de 2008. |
| 20 de julho de 2008  | SmackDown  | O Campeonato dos Estados Unidos foi devolvido ao SmackDown depois que Shelton Benjamin, um membro da marca SmackDown, derrotou Matt Hardy para ganhar o Campeonato dos Estados Unidos.                                             |
| 13 de abril de 2009  | Raw        | O Campeão dos Estados Unidos Montel Vontavious Porter foi convocado para o Raw durante o WWE Draft de 2009. |
| 26 de abril de 2011  | SmackDown  | O Campeão dos Estados Unidos Sheamus foi convocado para o SmackDown durante o WWE Draft de 2011. |
| 1º de maio de 2011   | Raw        | O Campeonato dos Estados Unidos foi devolvido ao Raw depois que Kofi Kingston, um membro da marca Raw, derrotou Sheamus para ganhar o Campeonato dos Estados Unidos.                                                               |
| 29 de agosto de 2011 | N/A        | Fim da primeira extensão de marca. O Campeão dos Estados Unidos pode aparecer tanto no Raw quanto no SmackDown. |
| 19 de julho de 2016  | Raw        | Reintrodução da extensão da marca. O Campeão dos Estados Unidos Rusev foi convocado para o Raw durante o WWE Draft de 2016. |
| 11 de abril de 2017  | SmackDown  | O campeão dos Estados Unidos Kevin Owens foi convocado para o SmackDown durante o WWE Superstar Shake-up de 2017. |
| 16 de abril de 2018  | Raw        | O campeão dos Estados Unidos Jinder Mahal foi convocado para o Raw durante a noite um do WWE Superstar Shake-up de 2018. |
| 17 de abril de 2018  | SmackDown  | O Campeonato dos Estados Unidos foi devolvido ao SmackDown depois que Jeff Hardy, que havia derrotado Jinder Mahal para ganhar o título, foi convocado para o SmackDown durante a segunda noite do WWE Superstar Shake-up de 2018. |
| 22 de abril de 2019  | Raw        | O campeão dos Estados Unidos Samoa Joe foi convocado para o Raw durante o WWE Superstar Shake-up de 2019. |
| 1 de maio de 2023    | SmackDown  | O campeão dos Estados Unidos Austin Theory foi convocado para o SmackDown durante o WWE Draft de 2023. |

## Reinados

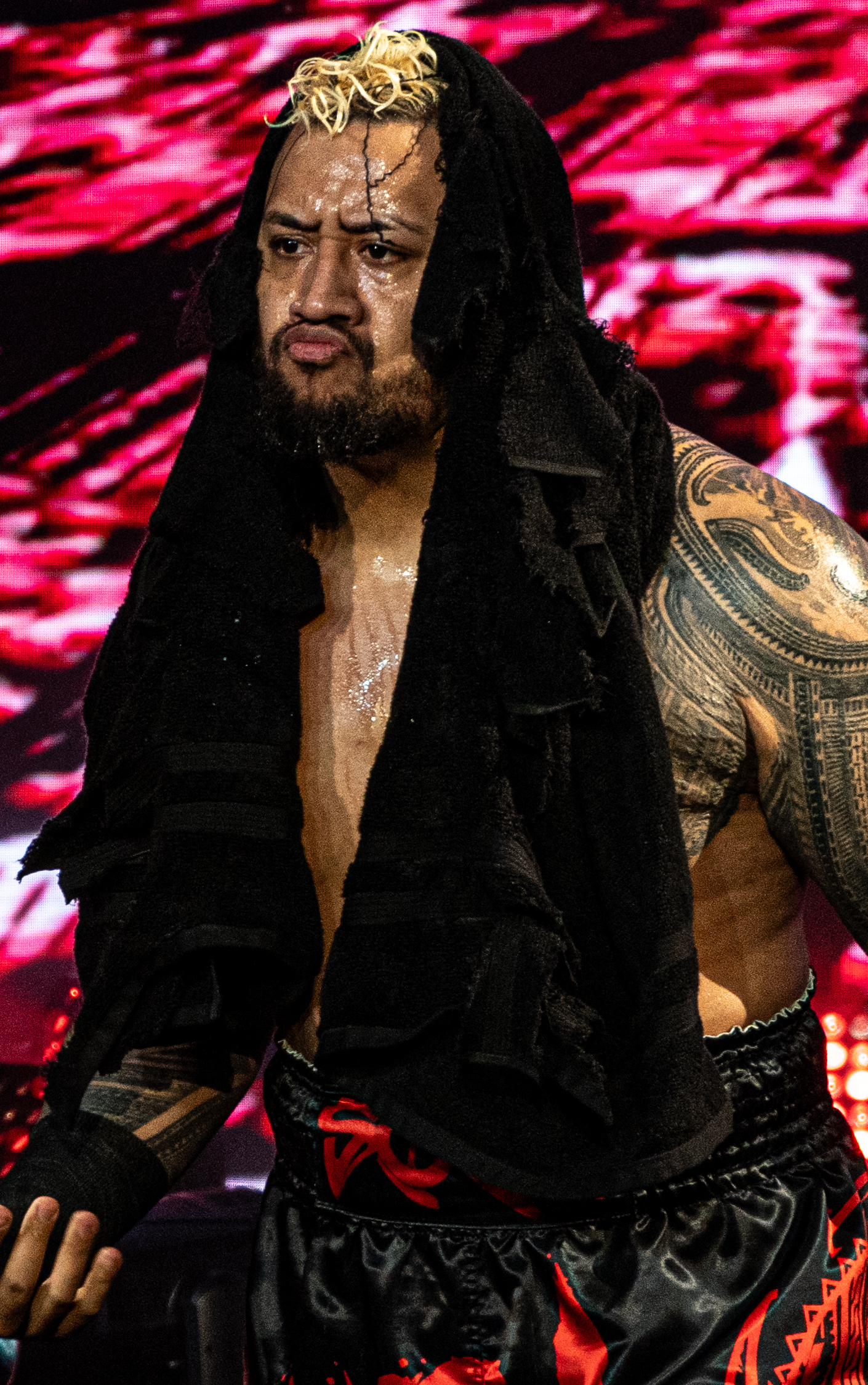
Atual campeão, Solo Sikoa

O campeão inaugural foi Harley Race. Houve 105 campeões diferentes, com Ric Flair tendo mais reinados em seis. O campeão com o reinado mais longo é Lex Luger, que deteve o título por 523 dias, de 22 de maio de 1989 a 27 de outubro de 1990. O segundo reinado de "Stunning" Steve Austin" foi o mais curto, durando aproximadamente cinco minutos. Dean Ambrose é o campeão mais antigo sob a bandeira da WWE em 351 dias, com duração de 19 de maio de 2013 a 5 de maio de 2014. Booker T e Seth Rollins são os únicos dois homens a ter conquistado o Campeonato dos Estados Unidos e um mundial campeonato simultaneamente; no caso de Booker T, o título mundial foi o Campeonato Mundial dos Pesos Pesados da WCW, enquanto Rollins detinha o Campeonato Mundial dos Pesos Pesados da WWE (ambos Lex Luger e Goldberg foram os campeões dos Estados Unidos quando ganharam seu primeiro campeonato mundial, mas ao contrário de Booker T e Rollins, eles desocuparam o Campeonato dos Estados Unidos depois de vencer seus campeonatos mundiais). Terry Funk é o campeão mais velho da história do título, conquistando o título aos 56 anos em 22 de setembro de 2000, enquanto David Flair é o mais jovem aos 20 anos em 5 de julho de 1999. Entre NWA/WCW e WWE, o título foi desocupado 21 vezes.
Solo Sikoa é o atual campeão em seu primeiro reinado. Ele conquistou o título ao derrotar Jacob Fatu no Night of Champions em Riade, na Arábia Saudita.